# Шверк Григорій Аронович
Григорій Аронович Шверк (нар. 20 липня 1957, Сєвєродонецьк, Луганська область) — український юрист, заступник голови Національної ради України з питань телебачення і радіомовлення, в 2001–2013 — віце-президент UMH group.

## Біографія

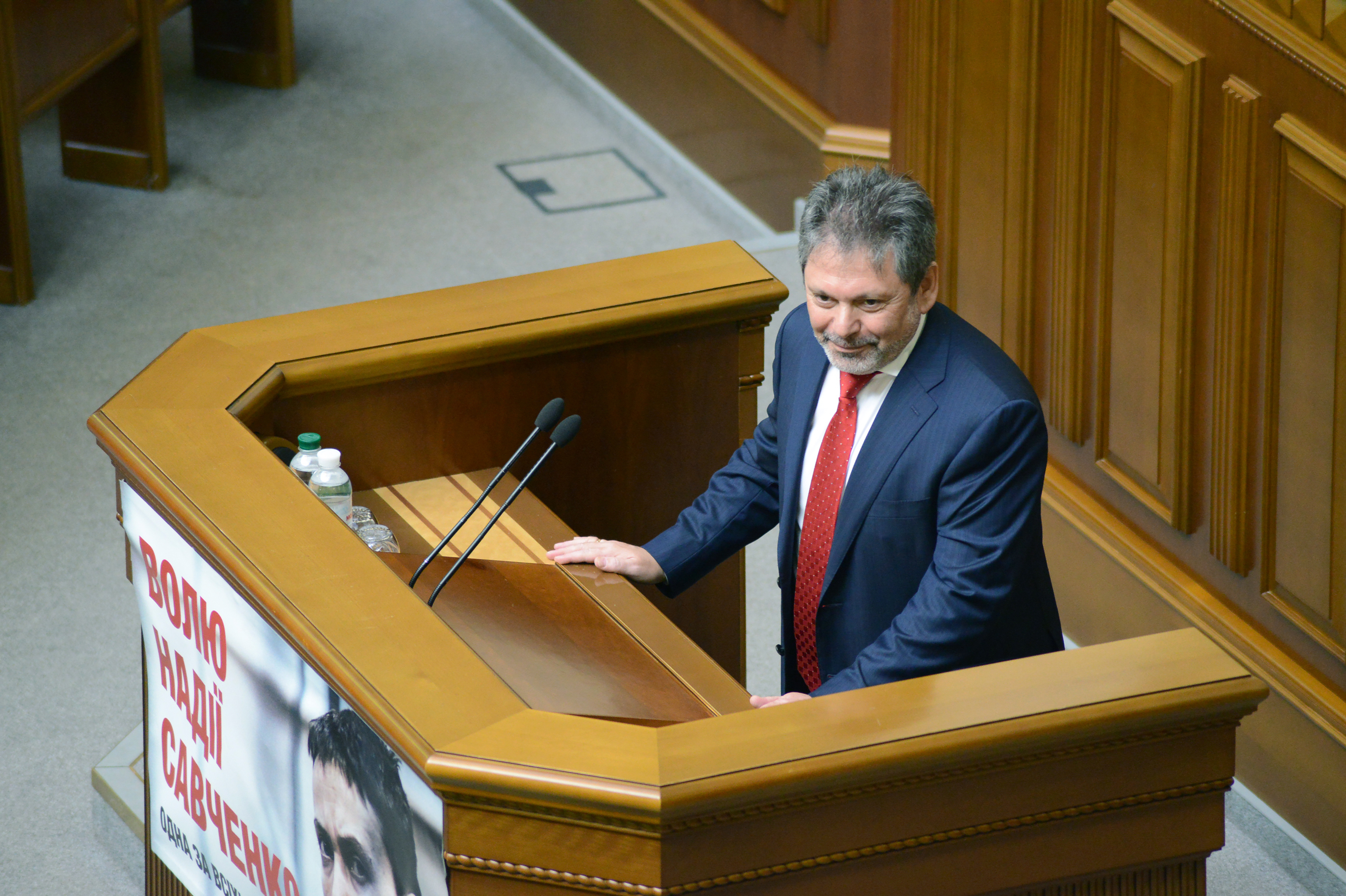
Григорій Шверк за трибуною Верховної Ради України (2015)

1974 — закінчив середню школу № 3 в м. Сєвєродонецьк.
1981 — закінчив Національний технічний університет «Харківський політехнічний інститут».
З 1981 року працював інженером-програмістом в українському державному проєктному інституті «Тяжпромелектропроект». Активно займався науковою діяльністю в сфері розвитку нових інформаційних технологій у проєктуванні (САПР), автор 16 друкованих робіт.
У 1990 році був обраний депутатом Дзержинської районної ради м. Харкова, головою постійної депутатської комісії з гласності, засобів масової інформації, громадських організацій, соціологічних досліджень. Працював депутатом Дзержинської районної ради протягом двох скликань.
З 1995 року був співвласником і одним з керівників юридичних і консалтингових компаній «Інформ-Бізнес», «Інформ-Бізнес-Аудит».
З 1996 по 1999 рік працював віце-президентом АТЗТ «Теленеделя». Разом з Борисом Ложкіним займався регіональним розвитком газети «Теленеделя» — першого в Україні телегіда.
На початку 2000 разом з Борисом Ложкіним створював «Український медіа холдинг» (UMH group) — компанію, яка у 2013-му була оцінена в суму близько в $ 0,5 млрд, і увійшла в топ-25 найбільших медіа-компаній в СНД, зайнявши 15-у позицію.
З 2001 року до 2013 року був першим віце-президентом «Українського медіа холдингу» (UMH group).
У 2002 брав участь у підписанні контракту з групою Lagardere (Франція) про початок мовлення в Україні радіостанції «Європа плюс» (у партнерстві з Геннадієм Боголюбовим). У 2003–2006 займався запуском журналів «Теленеделя» і «Футбол» у Росії, а також ще рядом медіапроєктів, серед яких і популярний нині український сайт про футбол — Football.ua.
У 2008 за участю Григорія Шверка, Український медіа холдинг першим серед українських медіа-компаній провів приватне розміщення на Франкфуртській фондовій біржі, отримавши $ 45 млн за 15 % акцій і отримавши капіталізацію в $ 300 млн.
У 2011–2012 Шверк відповідав за юридичний супровід підписання контракту UMH group з компанією Forbes Media (США), який дав право видавати в Україні журнал Forbes, об'єднання інтернет-активів з KP Media (контролювалася Петром Порошенком) та Медіа групою України (Рінат Ахметов) у компанії United Online Ventures, та договору про стратегічне партнерство з видавничим домом Conde Nast (США).
Після укладення в 2013 угоди з продажу 98 % акцій UMH group групі ВЕТЕК Шверк покинув компанію.
За свою професійну діяльність був членом Ради директорів Української асоціації видавців періодичної преси, представником Української асоціації видавців періодичної преси по Києву та Київській області.
17 вересня 2015 року Григорій Шверк приступив до виконання обов'язків народного депутата України. На засіданні Верховної Ради України він зачитав присягу і, відповідно, приступив до обов'язків парламентарія. Шверк пройшов у Верховну Раду України за списком партії «Блок Петра Порошенка» після дострокового припинення повноважень народних депутатів від однойменної фракції в парламенті Михайла Гвоздьова та Романа Насірова.

## Особисте життя
Одружений, виховує трьох дітей. Захоплюється спортом, має спортивні розряди з футболу, кульової стрільби, шахів.